# Aeropuerto John A. Osborne
El Aeropuerto John A. Osborne (en inglés: John A. Osborne Airport) ( hasta el año 2008 llamado Aeropuerto de Gerald) (IATA : MNI, OACI: TRPG ) es un pequeño aeropuerto situado cerca del pueblo de Gerald en la isla de Montserrat, un territorio británico de ultramar en el Mar Caribe.
La Terminal de pasajeros de Gerald fue inaugurada en febrero de 2005 por Anne, Princesa Real y la instalación fue inaugurada oficialmente el 11 de julio de 2005. Cuenta con una pista de 600 metros, un restaurante,  tecnología de control del tráfico aéreo moderna, instalaciones de inmigración, y es el único aeropuerto en las antillas, con un túnel público bajo su pista. El costo total de construcción fue de aproximadamente US $ 18,5 millones.
La construcción del Aeropuerto de Gerald permitió la reanudación de servicio de línea aérea comercial regular a Montserrat por primera vez desde 1997, cuando Aeropuerto W. H. Bramble, que había sido la única puerta de acceso para la aviación en la isla, fue destruido por una erupción del cercano volcán Soufrière Hills. Entre 1997 y 2005, Montserrat había sido accesible solo por helicópteros o barcos.